# Ammeldingen bei Neuerburg
Ammeldingen bei Neuerburg è un comune di 250 abitanti della Renania-Palatinato, in Germania.

Appartiene al circondario (Landkreis) Eifel-Bitburg-Prüm  (targa BIT) ed è parte della comunità amministrativa (Verbandsgemeinde) di Südeifel.